# Berkó D. Géza
Berkó D. Géza, született Berkovits Dávid (Sátoraljaújhely, 1870. október 17. – New York, 1927. november 8.) magyar nyomdász, laptulajdonos, lapszerkesztő.

## Életútja
Berkovits Ábrahám és Berkovits Léni fiaként született. 18 éves volt, amikor szüleivel kivándorolt az Egyesült Államokba. A magyar nyelvű Magyar Nemzetőrhöz szegődött el nyomdásznak, itt tanulta meg a lapkészítés tudományát. Innen ment át megmenteni és éltetni a szintén magyar nyelvű New York-i Amerikai Magyar Népszava c. hetilapot, amelyet 1899 decemberében alapítottak meg New York-i magyar nyomdászok, tudatosan választották meg a címet a magyarországi Népszava analógiájára, ezzel jelezték a szociáldemokrata eszmeiséggel való elkötelezettségüket, 1904-ben napilappá alakította át Berkó D. Géza. Berkó 1899-től haláláig, mintegy 28 évig szerkesztette ezt a lapot. Nagy szükség volt a magyar nyelvű lapokra, hiszen 1870-től kezdve folyamatos volt a magyarországi kivándorlók számának növekedése, akik segítségért, útbaigazításért az ismeretlen 'Új Világban' a magyar nyelvű lapokhoz fordultak. Jól tudta ezt Berkó D. Géza, mellette volt az egyleti élet fellendítésének is, meggyőződése volt, hogy a magyarok csak akkor boldogulnak Amerikában, ha a magyar a magyart segíti. Az 1888-ban alapított New York-i Önképzőkörnek, amely nagy mértékben hivatott volt a magyar kultúrát ápolni, vezetői közt ott találjuk Cukor Mór, Farkas Vilmos, Kozma Arthur, Klein Lajos, Sipos Hermann, Kolozsi Jenő, Winter Miklós, Hacker Jenő, Klein Zsigmond mellett Berkó D. Gézát is. 1910-ben adta ki az Amerikai Magyar Népszava 10 éves jubileumi kötetét, az írások színe-javával és illusztrációkkal. 1915-1921 közt Képes Újságot is adott ki.
A trianoni tragédia után Berkó D. Géza megszervezte az amerikai magyarok néma tüntetését, zarándoklatát Washingtonba, soha annyi magyar nem volt sem addig, sem azóta az Amerikai Egyesült Államok fővárosában. A magyarok felvonulása méltóságteljesen fejezte ki a bánatot, a gyászt az óhaza sorsa felett. Az amerikaiak megértéssel és tisztelettel vettek tudomást a magyarok életérzéséről. Berkó D. Géza kezdeményezte és szervezte, hogy New Yorkban szobrot emeljenek Kossuth Lajosnak. A szobor elkészítésére Horvay János kapott megbízást. 1928. március 15-én meg is történt a szobor ünnepélyes átadása, Berkó D. Géza tragédiája, hogy ezt már nem érhette meg, 1927-ben, 56 éves korában elhunyt.
Életének fő műve, az Amerikai Magyar Népszava mind a mai napig él, jeles magyarok írásai jelentek és jelennek meg benne, köztük  Molnár Ferenctől, Márai Sándortól, Fejtő Ferenctől, Faludy Györgytől stb. 1948 óta egyesült a Kohányi Tihamér által alapított Cleveland-i (Ohio) Szabadsággal, Amerikai Magyar Népszava Szabadság címen fut, hetente jut el az amerikai magyarokhoz, s bármely más országban élő magyarhoz.

## Kötetei
- Az Amerikai Magyar Népszava díszalbuma : 1899-1909 / szerk. Berko D. Géza. Budapest, Dörner-Heimberg, 1910, 352 o., [6] t. ill.
- Az Amerikai Magyar Népszava jubileumi díszalbuma : 1899-1909 / szerk. Berko D. Géza. [New York] [N.Y.] : Berko D.G., cop. 1910. 404 o., [3] t. fol. ill.
- Berko Képes Újságja. New York : 1916-1920. 1. évf. 1. sz. (1916)-5. évf. 52. sz. (1920)

Folytatás: Képes Világlap. New York, N.Y. 1921, New York, 1921